# CFOU-FM
CFOU-FM est la station de radio de l'Université du Québec à Trois-Rivières. Elle émet depuis 1997 à la fréquence 89,1 MHz sur la bande FM d'une puissance de 3 000 watts.

## Historique
Le 15 avril 1997, le CRTC attribue une licence de diffusion à la fréquence 89,1 MHz et d'une puissance apparente rayonnée de 250 watts. Elle entre en ondes le 1er septembre 1997.
Sous la direction du directeur de la programmation, les bénévoles (étudiants et citoyens) animent des émissions de tous genres.
En 2006, le CRTC l'autorise à augmenter sa puissance à 3 000 watts, et donc son périmètre de rayonnement.

## Positionnement
Sa cible est constituée par les étudiants et les citoyens de la région et des environs. Elle diffuse beaucoup de musique, ainsi que des émissions culturelles.